# Marguerite Georges
Marguerite Georges (Bayeux, 23 de febrero de 1787-París, 11 de enero de 1867) fue una actriz de teatro francesa. Fue una de las actrices francesas más famosas de su época. Es también conocida por su aventura con Napoleón, pero además afirmó haber tenido una aventura con el duque de Wellington, afirmación que algunos historiadores consideran probable. Publicó bajo el nombre de Marguerite-Josephine Weimer George.

## Biografía
Marguerite Georges nació como Marguerite-Josephine Weimer en Bayeux, hija de un alemán empleado en la orquesta de teatro en Amiens. Debutó en el escenario en 1802 a la edad de quince años en el Théâtre Français de París; fue nombrada sociétaire en 1804. Su aventura con Napoleón tuvo lugar entre 1802 y 1804 y se rumoreaba que fue la razón por la que abandonó Francia en 1808.
Actuó en San Petersburgo entre 1808-1812, debutando en San Petersburgo con Phèdre, y alternando noches con la actriz rusa Ekaterina Semenova. Realizó una gira por Europa entre 1812-1813, durante la cual actuó en el Teatro Real Dramático de Estocolmo y Dresde. Luego regresó a Francia. Estuvo activa en el Théatre Français entre 1813–1818, en el Teatro Odéon y entre 1831-1949 en el Théâtre de la Porte Saint-Martin. Se supone que su romance con Wellington tuvo lugar en 1814 y la convertiría en una de las dos mujeres que se sabe compartieron cama con los dos oponentes, la otra fue Giuseppina Grassini. A diferencia de Grassini, fue indiscreta en su vida posterior comparando a sus amantes, ya que en  su opinión «Monsieur le Duc était de beaucoup le plus fort» («El duque era, por mucho, el más fuerte»).
En 1814 tuvo una hija, María Alexandrovna Parijskaia, concebida con el zar Alejandro I de Rusia.
Vivía en el número 25 de la Rue Madame (calle Madame), pero se mudó a una pensión en la Rue de Helder. Se retiró en 1853 y recibió una pensión de Jose I Bonaparte, el hermano de Napoleón. Murió en Passy.